# Coscinida tibialis
Coscinida tibialis är en spindelart som beskrevs av Simon 1895. Coscinida tibialis ingår i släktet Coscinida och familjen klotspindlar. Inga underarter finns listade i Catalogue of Life.